# North American O-47
Il North American O-47 era un monomotore triposto da osservazione ad ala bassa prodotto dall'azienda statunitense North American Aviation negli anni trenta.
Utilizzato essenzialmente dall'United States Army Air Corps nel periodo prebellico, all'entrata degli Stati Uniti nella seconda guerra mondiale l'O-47 venne considerato superato e relegato a compiti secondari in territorio continentale.

## Storia del progetto
Nei primi anni trenta lo U.S. Army considerò l'opportunità di dotarsi di un nuovo velivolo per sostituire gli oramai anziani biplani da osservazione Thomas-Morse O-19 e Douglas O-38. La General Aviation, sussidiaria della North American Aviation con sede a Dundalk, nel Maryland, iniziò il progetto del GA-15, un monoplano di impostazione moderna, caratterizzato dall'adozione di un lungo abitacolo a tre posti in tandem chiuso da un lungo tettuccio vetrato e di una fusoliera dal fondo finestrato che ovviava alla ridotta visibilità inferiore data dal posizionamento dell'ala, montata bassa. Ridesignato XO-47 in ottemperanza alle convenzioni militari, lo sviluppo venne compiuto dalla casa madre. Presentato alla commissione esaminatrice ottenne, nel febbraio 1937, un contratto di fornitura per 107 esemplari, successivamente portato a 164, che ne avviò la produzione in serie.
Tra il 1937 ed il 1938 furono 174 gli esemplari prodotti, 81 destinati ai reparti della United States Army Air Corps e 93 a quelli della National Guard.
Nel 1938, l'U.S Army emise un nuovo ordine per 74 esemplari richiedendo una serie di modifiche. La nuova versione, designata O-47B, era caratterizzata da una diversa cappottatura NACA che favoriva un migliore raffreddamento, dall'adozione di una versione maggiormente potente del radiale R-1820 Cyclone e dalla dotazione di un'apparecchiatura radio migliorata.

## Impiego operativo
L'efficacia del O-47 venne testata dell'estate 1941, durante le manovre in Louisiana e Texas, dimostrando però le sue carenze a confronto di velivoli più leggeri e dotati di caratteristiche STOL quali l'O-49 (poi ridesignato L-1 Vigilant) e la "famiglia dei Grasshoppers" O-57 (L-2), O-58 (L-3) ed O-59 (L-4). Questi ultimi, grazie alla loro capacità di decollo ed atterraggio in spazi brevi e su terreni non preparati, erano più efficaci nella cooperazione con le truppe di terra mentre i caccia monomotori ed i bombardieri bimotori li superavano nella ricognizione visiva e fotografica. Per questo motivo gli O-47, durante la seconda guerra mondiale, ad eccezione di quelli catturati durante gli attacchi giapponesi alle basi statunitensi d'oltremare, sono stati relegati a compiti secondari.
Oltre alle missioni di osservazione e ricognizione nel territorio continentale statunitense (152nd Observation Squadron, Rhode Island National Guard) venne utilizzato come aereo da traino obiettivi per l'addestramento al tiro, nel pattugliamento costiero (72nd Observation Group) ed alla lotta antisommergibile.

## Versioni

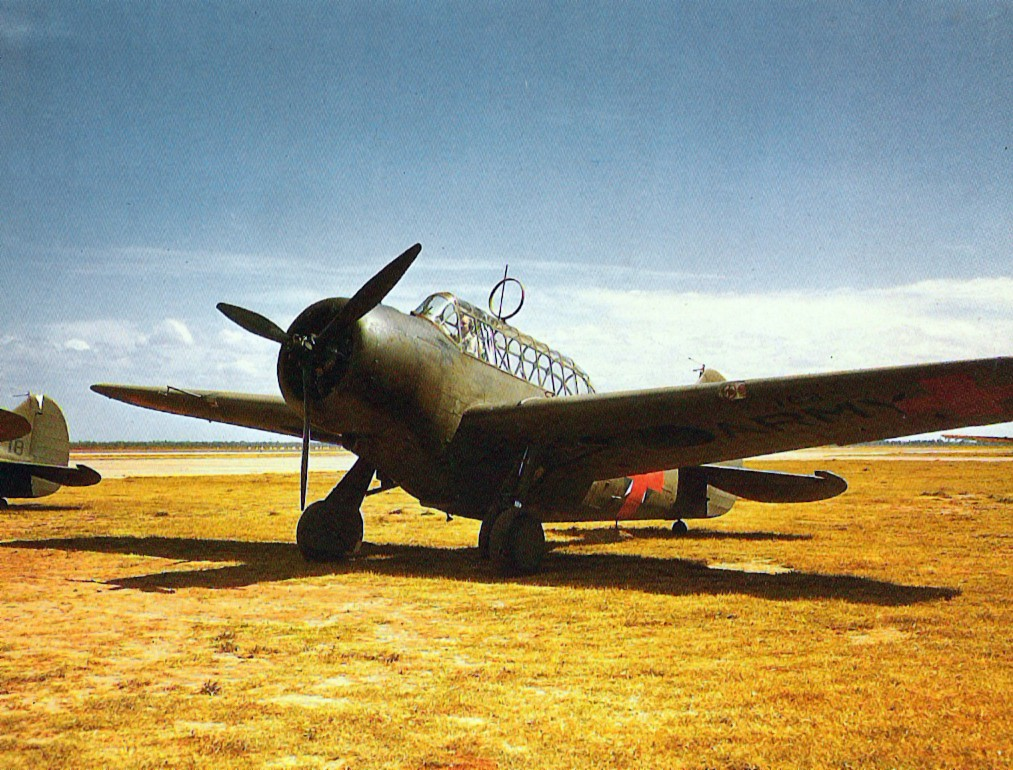
Un O-47B "red forces" durante le manovre del 1941.

XO-47
prototipo, realizzato in un esemplare, serial number 36-145, a Dundalk, Maryland, equipaggiato con un motore radiale Wright R-1820-41 da 850 hp (634 kW)
O-47A
versione di produzione in serie, realizzata negli stabilimenti di Inglewood, California, equipaggiata con un radiale Wright R-1820-49 e realizzata in 164 esemplari.
O-47B
sviluppo del O-47A, dotato di piccole migliorie tra cui in serbatoio di combustibile dalla capacità aumentata di 50 L, equipaggiato con il più potente Wright R-1820-57 da 1 060 hp (790 kW) e realizzato 74 in esemplari.

## Utilizzatori
Stati Uniti
- United States Army Air Corps

## Esemplari attualmente esistenti

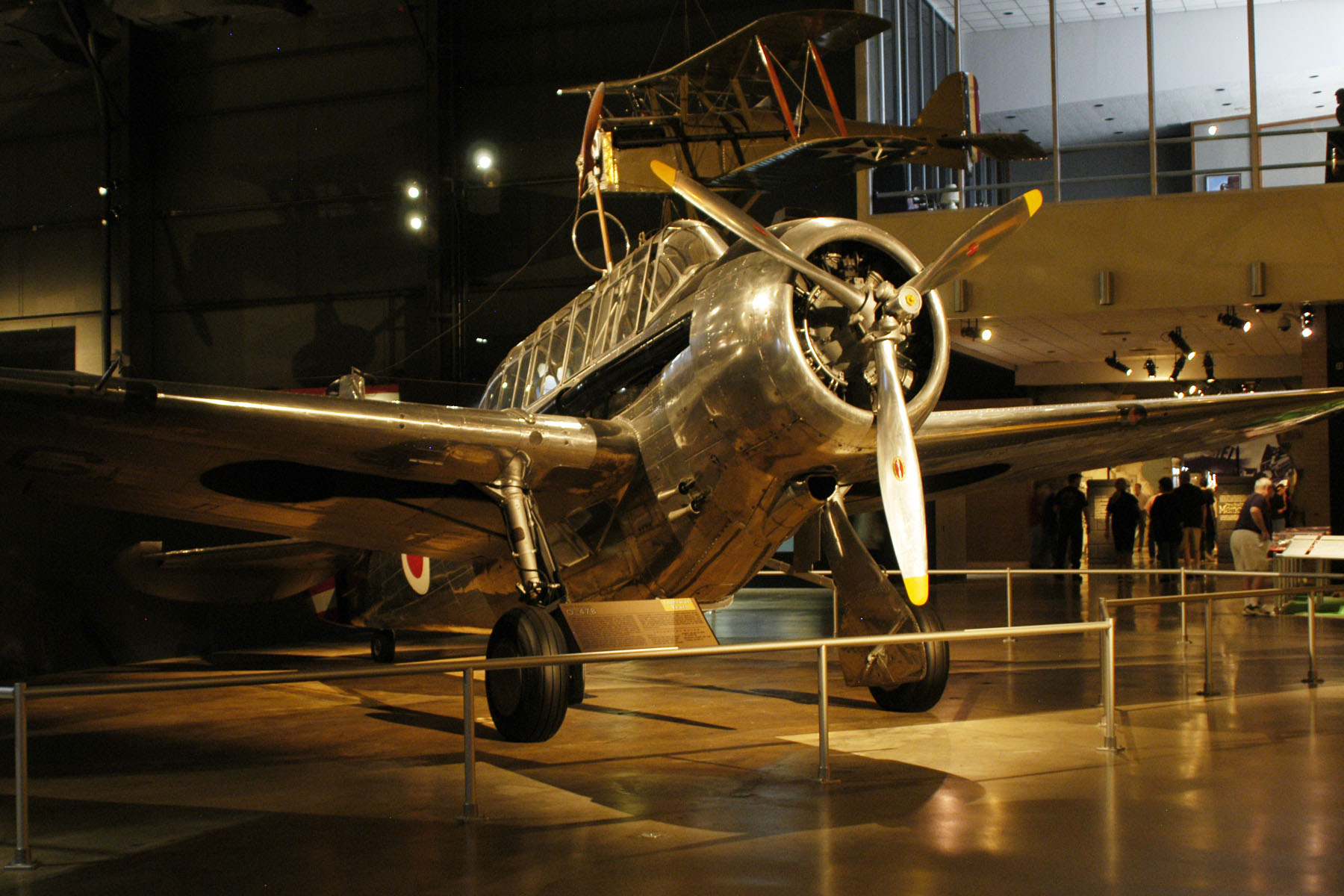
L'O-47B esposto al National Museum of the United States Air Force.

Un O-47B (s/n 39-112) è attualmente in esposizione alla Early Years Gallery del National Museum of the United States Air Force presso la Wright-Patterson AFB vicino a Dayton, in Ohio. L'esemplare venne acquistato nel 1978 da Loren L. Florey Jr., di Eden Prairie, Minnesota. Il 179th Consolidated Aircraft Maintenance Squadron, Ohio Air National Guard, basato a Mansfield, si incaricò di restaurarlo e ridipingerlo con la livrea appartenuta ad un O-47A dislocato al 112th Observation Squadron dell'Ohio National Guard.